# Aeroport Internacional El Dorado
L'Aeroport Internacional El Dorado (codi IATA: BOG, codi OACI: SKBO) (en castellà: Aeropuerto Internacional El Dorado) és el més important aeroport de Colòmbia. És a 15 quilòmetres a l'occident del centre de Bogotà, enmig de les localitats de Fontibón i Engativá. Opera tant vols nacionals com internacionals principalment a Amèrica del Sud, Amèrica del Nord i Europa. L'edifici aeroportuari ocupa una àrea aproximada de 690 hectàrees.
És l'aeroport amb major tràfic de passatgers de l'Amèrica del Sud amb 15 milions de passatgers anuals, amb unes xifres per davant de l'Aeroport Internacional de São Paulo-Guarulhos.
L'aeroport va rebre el nom el 1959 en memòria de la famosa llegenda d'El Dorado a causa de la qual els conqueridors europeus van buscar sense succés, en les seves expedicions en el continent americà, una «ciutat daurada». La història de Bogotà i del país en general està estretament enllaçada amb aquella llegenda, ja que a prop a l'actual ciutat hi ha la Llacuna de Guatavita, el lloc on se celebrava un ritu descrit en la famosa llegenda.

## Descripció
L'Aeroport Internacional El Dorado té dues terminals:
La Terminal El Dorado que es divideix en els sectors Nacional i Internacional i que cobreix tots els vols internacionals d'Avianca a més dels vols nacionals i internacionals de les altres aerolínies.
El Terminal Pont Aeri que és un aeroport annexe i que des de la inauguració el 1981 és el terminal exclusiu d'Avianca per a vols nacionals cap a Bogotà.

## Història
La terminal de passatgers El Dorado va ser dissenyat durant el govern del General Gustavo Rojas Pinilla per reemplaçar a l'Aeroport de Sostre. Les obres van començar el 1955 i va entrar en servei a la fi de l'any 1959 amb les altres dependències del llavors nou aeroport.
El 1981 Avianca va emprendre la construcció del Terminal Pont Aeri inaugurat pel president Julio César Turbay Ayala com a aeroport annexe per canalitzar els vols des de Bogotà cap a Cali, Medellín, Miami i Nova York.
L'any 1990 van començar a funcionar des del tercer nivell de l'edifici-terminal les principals dependències del Departament Administratiu d'Aeronàutica Civil, entitat estatal que va reemplaçar la desapareguda Empresa Colombiana d'Aeròdroms. És en aquest any que es construeix el Centre d'Estudis Aeronàutics. Així mateix, als terrenys centrals a la zona oriental de l'aeroport, sorgeix el Centre Nacional d'Aeronavegació.
L'any 1998 s'hi va inaugurar la segona pista de l'Aeroport Internacional El Dorado, la qual ha rebut molta disconformitat per part dels residents de la propera zona de Fontibón, a causa de les incessants operacions aèries durant el dia i la nit.

## Projecte de renovació

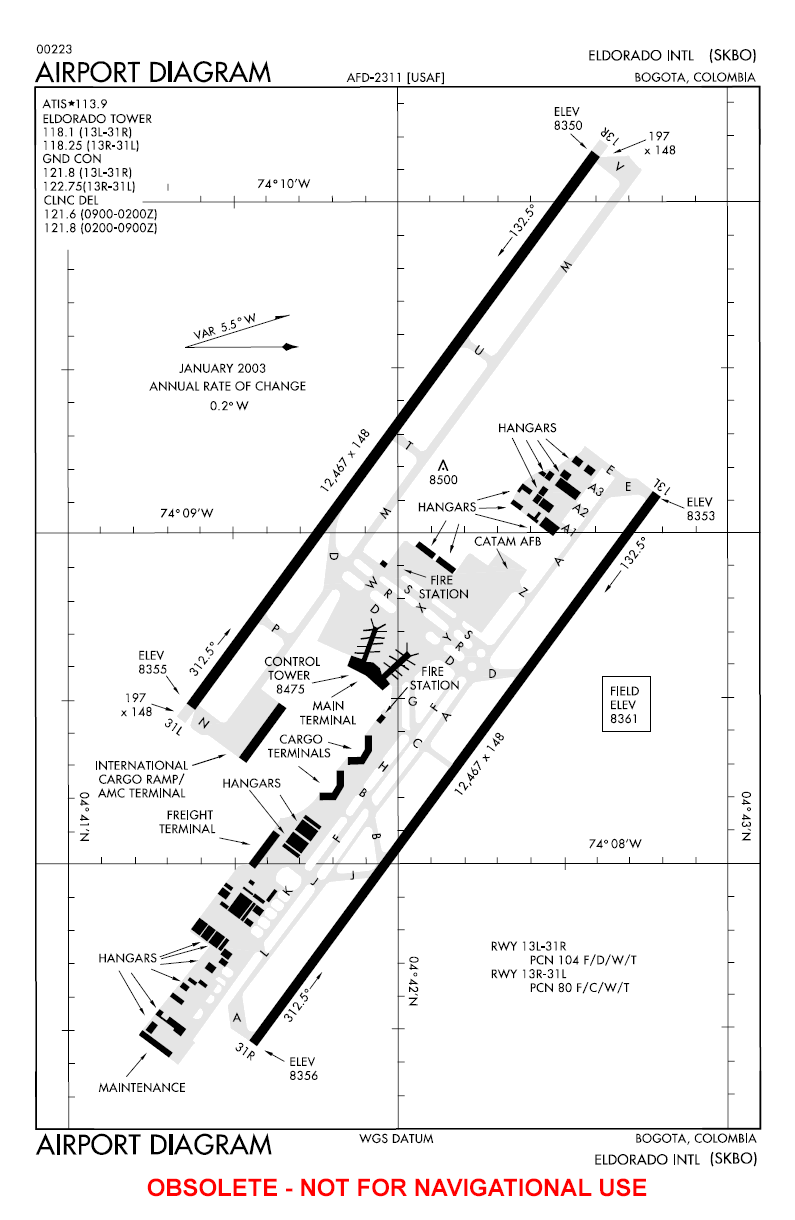
Mapa de l'Aeroport Internacional El Dorado.

La gran demanda present de passatgers ha impulsat que s'executi actualment un projecte per construir un nou aeroport molt més modern i amb major capacitat, tant per a vols comercials com de càrrega. Encara que inicialment s'havia planejat realitzar únicament la remodelació i ampliació de la terminal actual, el govern nacional va observar que hi havia la necessitat de construir un altre aeroport totalment nou.
Per al procés de la creació del nou terminal, el 7 de febrer de 2007 l'aeroport va ser lliurat en concessió al consorci Opaín com a empresa operadora de l'aeroport, després d'una publicitada i debatuda licitació.
El govern nacional va acceptar la proposta d'Opaín de demolir l'edifici el 14 de març de 2008, després d'haver-ho rebut en concessió. Inicialment la concessió estipulava la modernització de les actuals edificacions i la construcció d'algunes complementàries que unirien a la terminal principal amb el Pont Aeri; no obstant això durant les obres de modernització (vegeu més endavant, Fita 1), es van descobrir falles estructurals, que si bé no comprometien la integritat actual de l'edifici, sí que farien que una ampliació i modernització fossin completament inviables en termes econòmics. Opaín des d'un començament havia proposat la demolició de l'aeroport i havia presentat fins i tot un nou disseny per reemplaçar-ho, però el govern nacional es va oposar fermament per qüestions pressupostàries i legals (a causa que es tractava d'una gran modificació als termes de la concessió que podia ocasionar que els altres competidors que van participar en la licitació presentessin demandes), malgrat que molts sectors de l'opinió pública estaven d'acord amb la proposta d'Opaín. Després que es descobrissin els problemes estructurals el govern va acordar finalment la demolició de l'aeroport i la compensació a la concessionària per les remodelacions que ja s'havien aconseguit a realitzar (Fita 1).
Per arribar a suportar 16 milions de passatgers i 1.5 milions de tones de càrrega a l'any, Opaín planeja traslladar la terminal de càrrega per permetre l'ampliació de la terminal de passatgers i garantir també l'accés a través d'almenys una via addicional a l'existent del Carrer 26.
El 19 de setembre de 2007 va començar l'execució de la Fita 1 del pla de modernització i expansió de l'aeroport. Aquest consisteix en l'expansió del Hall Central de la terminal avui existent i la instal·lació del sistema CUTE en el mateix. Aquests treballs van finalitzar en març de 2008, mes en què es va donar inici a l'execució de la Fita 2 que correspon a la construcció de la nova terminal de càrrega, un nou edifici per l'Aerocivil, una nova estació de bombers, un centre administratiu de càrrega i un edifici de quarantena. Aquest Fita va estar conclòs en setembre de 2009.
La tercera fita de la construcció va començar a la fi de novembre de 2009. Es tracta de la Terminal 2, en el costat nord de la terminal actual. Això requerirà la demolició de la terminal de càrrega nacional, que començarà a funcionar als edificis de càrrega nous. S'espera que es completi en 2012, any en què l'antiga terminal es demolirà a fi de construir una Terminal 1 més àmplia.

## Estadístiques

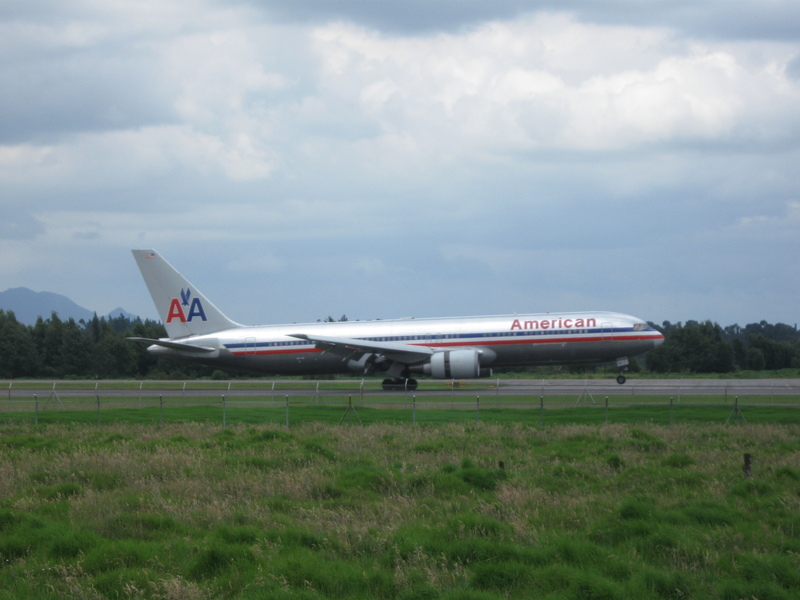
Boeing 767-300 d'American Airlines aterrant en l'aeroport Internacional El Dorado des de Miami.

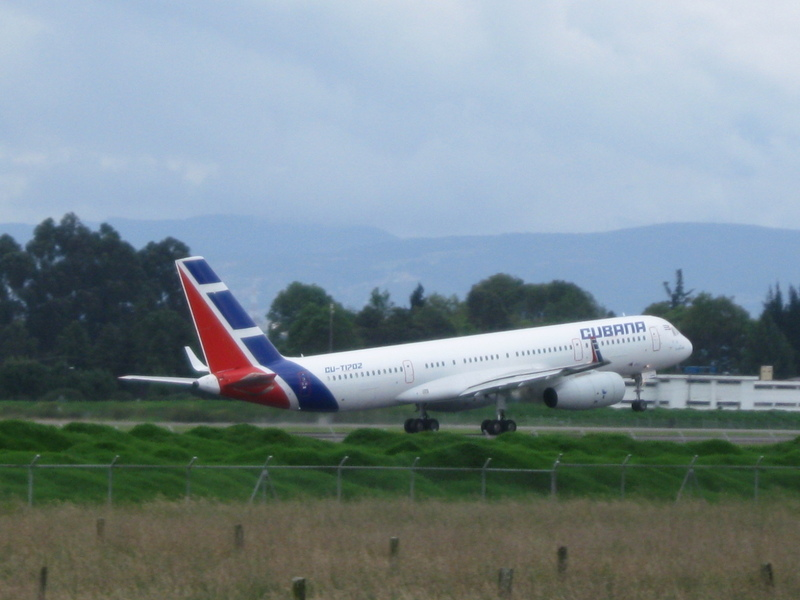
Tupolev 204 de Cubana de Aviación arribant de l'Havana, Cuba.

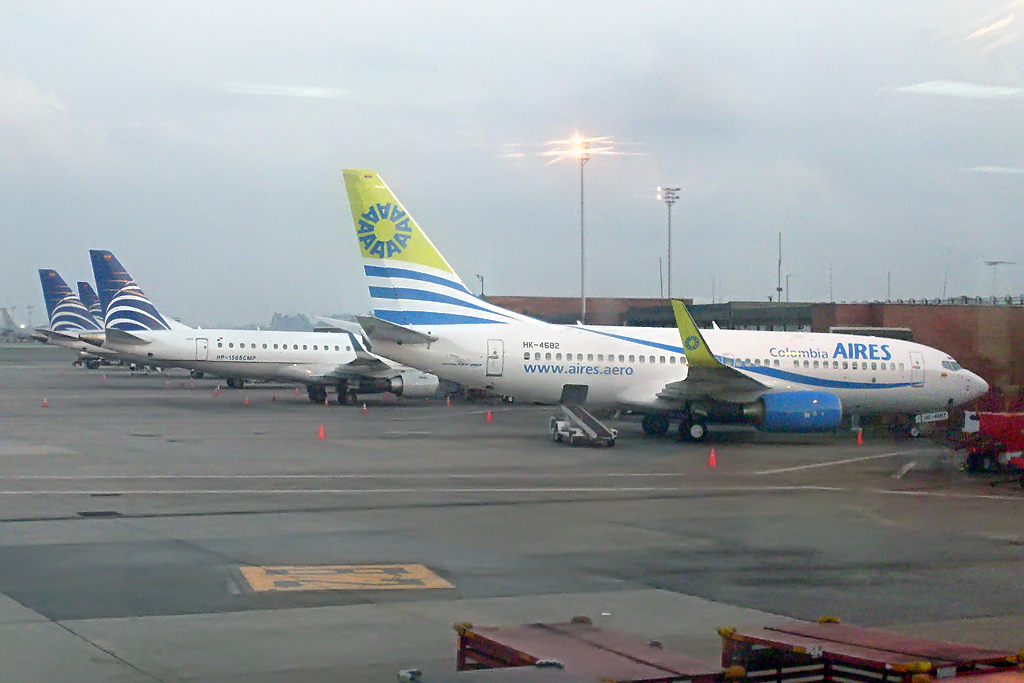
B737-700 d'Aires i l'E190 d'AeroRepública a la terminal nacional.

| Moviments  | 2009       | 2008       | 2007       | 2006       | 2005       | 2004       | 2003      | 2002      | 2001      | 2000      |
| ---------- | ---------- | ---------- | ---------- | ---------- | ---------- | ---------- | --------- | --------- | --------- | --------- |
| Passatgers | 14.899.199 | 13.548.420 | 12.763.979 | 11.771.284 | 10.711.108 | 10.003.434 | 7.281.664 | 7.533.000 | 7.380.052 | 7.212.583 |
| Cargo (TM) | 512.844    | 578.812    | 585.598    | 590.931    | 561.318    | 531.474    | 482.152   | 420.605   | 374.608   | 378.035   |

| Posició | Ciutat                       | Passatgers | Variació posició | Variació % |
| ------- | ---------------------------- | ---------- | ---------------- | ---------- |
| 1       | Miami, Estats Units          | 506,295    | =                | 11,6%      |
| 2       | Madrid, Espanya              | 451,797    | 2                | 4,9%       |
| 3       | Lima, Perú                   | 439,485    | 2                | 6,4%       |
| 4       | Ciutat de Panamà, Panamà     | 416,421    | 2                | 14,2%      |
| 5       | Caracas, Veneçuela           | 384,102    | 2                | 19,3%      |
| 6       | Nova York, Estats Units      | 304,948    | 1                | 33,5%      |
| 7       | Quito, Equador               | 233,092    | 1                | 18,4%      |
| 8       | Ciutat de Mèxic, Mèxic       | 186,322    | =                | 17,9%      |
| 9       | Ft. Lauderdale, Estats Units | 181,120    | 2                | 35,4%      |
| 10      | París, França                | 165,440    | 1                | 4,8%       |
| 11      | São Paulo, Brasil            | 145,876    | 1                | 9,9%       |
| 12      | Houston, Estats Units        | 138,689    | 5                | 58,8%      |
| 13      | Santiago de Xile             | 112,706    | 1                | 3,7%       |
| 14      | Guayaquil, Equador           | 104,137    | 2                | 10,3%      |
| 15      | Atlanta, Estats Units        | 102,332    | 2                | 2,3%       |
| 16      | Buenos Aires, Argentina      | 97,668     | 2                | 2,3%       |
| 17      | San José de Costa Rica       | 84,021     | 2                | 14,2%      |
| 18      | Orlando, Estats Units        | 80.381     | Augment          | Nou        |
| 19      | Oranjestad, Aruba            | 64.332     | 1                | 9,1%       |
| 20      | Barcelona, Espanya           | 61,475     | 4                | 76,4%      |